# Gen Suwa
Gen Suwa (* 1954) ist ein japanischer Paläoanthropologe und Professor am Universitätsmuseum der Universität Kyōto. Er war der Entdecker des ersten Fossils von Ardipithecus und ist Co-Autor der Erstbeschreibungen von Ardipithecus ramidus, Australopithecus garhi und Chororapithecus.

## Ausbildung
Gen Suwa studierte Biologie an der Universität Tokio, wo er 1978 seinen ersten Abschluss und 1980 auch den Master-Grad im Fachgebiet Anthropologie erwarb. Im Anschluss daran begann er – ebenfalls an der Universität Tokio – ein Promotionsstudium, zugleich jedoch auch ein ebensolches Studium im Fachgebiet Paläoanthropologie an der University of California, Berkeley, wo er 1990 den Doktorgrad erwarb. Ab 1988 war Suwa am Primaten-Forschungszentrum der Universität Kyōto als Assistant Professor tätig, ab 1991 als Lecturer und ab 1994 als Associate Professor. Seit 2006 ist er ordentlicher Professor am Universitätsmuseum der Universität Kyōto.

## Forschung
Seit Beginn seines Studiums in Berkeley war Gen Suwa an paläoanthropologischen Ausgrabungen beteiligt, zumeist in Äthiopien im Gebiet des Middle Awash Research Project, jedoch beispielsweise auch in Laetoli und in der Olduvai-Schlucht (Tansania). Zu seinen Spezialgebieten gehören die Bezahnung und der Bau des Schädels von frühen Vorfahren des Menschen.
Insbesondere in Kooperation mit Tim White und Berhane Asfaw war Suwa an diversen, weltweit in Fachkreisen und in den Medien beachteten Funden von homininen Fossilien beteiligt. Hierzu gehört insbesondere das Fossil Ardi, ein gut erhaltenes Exemplar von Ardipithecus ramidus; Suwa hatte den ersten versteinerten Überrest – eine Zahnwurzel – dieser insoweit von ihm selbst entdeckten, neuen Gattung Ardipithecus und Art 1992 als Oberflächenfund aufgelesen. 1999 war er Seniorautor der Erstbeschreibung von Australopithecus garhi und 2007 schließlich Erstautor der Erstbeschreibung von Chororapithecus, einer neu benannten Gattung der Menschenaffen aus dem Miozän.
Zudem war er bereits 1987 – vor Abschluss seiner Doktorarbeit – an der wissenschaftlichen Beschreibung eines neu entdeckten Skeletts von Homo habilis beteiligt und 1997 an der Beschreibung des ersten Schädelfundes von Australopithecus boisei.

## Ehrungen
- 2009: Asahi-Preis[2]
- 2016: Mitglied der National Academy of Sciences[3]

## Schriften (Auswahl)
- Tim White, Gen Suwa: Hominid Footprints at Laetoli: Facts and Interpretation. In: American Journal of Physical Anthropology. Band 72, Nr. 4, 1987, S. 485–514, doi:10.1002/ajpa.1330720409.
- mit diversen anderen: New partial skeleton of Homo habilis from Olduvai Gorge, Tanzania. In: Nature. Band 327, 1987, S. 205–209, doi:10.1038/327205a0.
- Berhane Asfaw, Yonas Beyene, Gen Suwa et al.: The earliest Acheulean from Konso-Gardula. In: Nature. Band 360, 1992, S. 732–735, doi:10.1038/360732a0.
- Tim White, Gen Suwa, Berhane Asfaw: Australopithecus ramidus, a new species of hominid from Aramis, Ethiopia. In: Nature. Band 371, 1994, S. 306–312, doi:10.1038/371306a0.
- Gen Suwa, Tim White und F. Clark Howell: Mandibular postcanine dentition from the Shungura Formation, Ethiopia: Crown morphology, taxonomic allocations, and Plio-Pleistocene hominid evolution. In: American Journal of Biological Anthropology. Band 101, Nr. 2, 1996, S. 247–282, doi:10.1002/(SICI)1096-8644(199610)101:2<247::AID-AJPA9>3.0.CO;2-Z.
- Gen Suwa, Berhane Asfaw, Yonas Beyene, Tim White et al.: The first skull of Australopithecus boisei. In: Nature. Band 389, 1997, S. 489–492, doi:10.1038/39037.
- Berhane Asfaw, Tim White, C. Owen Lovejoy, Bruce Latimer, Scott Simpson und Gen Suwa: Australopithecus garhi: A New Species of Hominid From Ethiopia. In: Science. Band 284, 1999, S. 629–635, doi:10.1126/science.284.5414.629.
- Gen Suwa et al.: Plio-Pleistocene terrestrial mammal assemblage from Konso, southern Ethiopia. In: Journal of Vertebrate Paleontology. Band 23, Nr. 4, 2003, S. 901–916, Volltext.
- mit diversen anderen: Pleistocene Homo sapiens from Middle Awash, Ethiopia. In: Nature. Band 423, 2003, S. 742–747, doi:10.1038/nature01669.
- Yohannes Haile-Selassie, Gen Suwa und Tim White: Late Miocene Teeth from Middle Awash, Ethopia, and early hominid dental evolution. In: Science. Band 303, Nr. 5663, 2004, S. 1503–1505, doi:10.1126/science.1092978.
- mit diversen anderen: Asa Issie, Aramis and the origin of Australopithecus. In: Nature. Band 440, 2006, S. 883–889, doi:10.1038/nature04629.
- Gen Suwa et al.: Early Pleistocene Homo erectus fossils from Konso, southern Ethiopia. In: Anthropological Science. Band 115, Nr. 2, 2007, doi:10.1537/ase.061203.
- Gen Suwa et al.: A new species of great ape from the late Miocene epoch in Ethiopia. In: Nature. Band 448, 2007, S. 921–924, doi:10.1038/nature06113.
- Gen Suwa et al.: Paleobiological Implications of the Ardipithecus ramidus Dentition. In: Science. Band 326, Nr. 5949, 2009, S. 69, doi:10.1126/science.1175824.
- Gen Suwa et al.: The Ardipithecus ramidus Skull and Its Implications for Hominid Origins. In: Science. Band 326, 2009, Nr. 5949, S. 68, 68e1–68e7, doi:10.1126/science.1175825.
- mit diversen anderen: Ardipithecus ramidus and the Paleobiology of Early Hominids. In: Science. Band 326, Nr. 5949, 2009, S. 75–86; doi:10.1126/science.1175802.
- mit diversen anderen: The characteristics and chronology of the earliest Acheulean at Konso, Ethiopia. In: PNAS. Band 110, Nr. 5, 2013, S. 1584–1591, doi:10.1073/pnas.1221285110.
- William H. Kimbel, Gen Suwa, Berhane Asfaw, Yoel Rak und Tim White: Ardipithecus ramidus and the evolution of the human cranial base. In: PNAS. Band 111, Nr. 3, 2014, S. 948–953, doi:10.1073/pnas.1322639111
- mit diversen anderen: Neither chimpanzee nor human, Ardipithecus reveals the surprising ancestry of both. In: PNAS. Band 112, Nr. 16, 2015, S. 4877–4884, doi:10.1073/pnas.1403659111.
- mit diversen anderen: New geological and palaeontological age constraint for the gorilla–human lineage split. In: Nature. Band 530, Nr. 7589, 2016, S. 215–218, doi:10.1038/nature16510.
- mit diversen anderen: A 1.4-million-year-old bone handaxe from Konso, Ethiopia, shows advanced tool technology in the early Acheulean. In: PNAS. Band 117, Nr. 31, 2020, S. 18393–18400, doi:10.1073/pnas.2006370117.
- Gen Suwa et al.: Canine sexual dimorphism in Ardipithecus ramidus was nearly human-like. In: PNAS. Band 118, Nr. 49, 2021, e2116630118, doi:10.1073/pnas.2116630118.

## Belege
1. 1 2   Kurzbiografie auf dem Webserver der Universität Kyōto (Stand: 2016). (Memento vom 4. November 2016 im Internet Archive)
2. ↑  Asahi-Preis 2009.
3. ↑  National Academy of Sciences, 2016.

| Personendaten    | Personendaten                 |
| ---------------- | ----------------------------- |
| NAME             | Suwa, Gen                     |
| KURZBESCHREIBUNG | japanischer Paläoanthropologe |
| GEBURTSDATUM     | 1954                          |